# Noadiah Johnson
Noadiah Johnson (* 1795 in Connecticut; † 4. April 1839 in Albany, New York) war ein US-amerikanischer Jurist und Politiker. Zwischen 1833 und 1835 vertrat er den Bundesstaat New York im US-Repräsentantenhaus.

## Werdegang
Noadiah Johnson schloss seine Vorstudien ab. 1817 zog er nach Delaware County. Er studierte Jura. Nach dem Erhalt seiner Zulassung als Anwalt begann er in Delhi zu praktizieren. Johnson hatte vom Juni 1825 bis zum November 1833 den Posten als Staatsanwalt (engl. district attorney) vom Delaware County inne. Er war einer der Verleger der Delaware Gazette.
Politisch gehörte er der Jacksonian-Fraktion an. Bei den Kongresswahlen des Jahres 1832 für den 23. Kongress wurde Johnson im 20. Wahlbezirk von New York in das US-Repräsentantenhaus in Washington, D.C. gewählt, wo er am 4. März 1833 die Nachfolge von Charles Dayan und Daniel Wardwell antrat. Er schied nach dem 3. März 1835 aus dem Kongress.
Nach seiner Kongresszeit saß er von 1837 bis zu seinem Tod am 4. April 1839 im Senat von New York. Sein Leichnam wurde auf dem Old Delhi Cemetery in Delhi beigesetzt.